# 가와사키의 정리
가와사키의 정리(일본어: かわさきの整理)는 종이접기에서 어떤 방식으로 종이를 접었을 때에 접은 후에도 종이가 납작할지에 대한 정리이다. 산 접기, 골짜기 접기가 표시가 안 된 크리스 패턴이 납작하게 접힐지 판단할 수 있게 해준다.

## 정리
v를 2n개의 접은선이 연결된 크리스 패턴에서의 한 꼭짓점이라 하자. 그리고 α1,α2, ···, α2n을 인접한 순서대로 접은선 사이의 각이라 하자. v가 꼭짓점 근처로 납작하게 접기가 가능하다는 것은 아래와 동치이다.
{\displaystyle \alpha _{1}-\alpha _{2}+\alpha _{3}-\alpha _{4}+\cdots -\alpha _{2n}=0}

## 참고 문헌
Hull, T. "MA 323A Combinatorial Geometry!: Notes on Flat Folding." .

## 같이 보기
- 마에카와의 정리